# América Televisión
América Televisión (ou América-TV) est une chaîne de télévision généraliste péruvienne privée qui diffuse depuis 1958. Elle appartient au groupe Plural TV, formé par les sociétés El Comercio et La República. Elle est deuxième chaîne de télévision à avoir été créée au Pérou.
América-TV est la première chaîne de télévision au Pérou en termes d’audience[réf. nécessaire], en raison d'émissions quotidiennes comme « Lima Limón ». Elle a également produit des populaires feuilletons tels que « Luz María » ou « Pobre Diabla », et le programme de télé-réalité « El Desafío del Inca ».

## Histoire
Initialement nommée Radio América Televisión Canal 4, la chaîne est créée le 15 décembre 1958. À l'époque, la seule autre antenne existant au Pérou était la chaîne publique OAD TV, lancée plus tôt dans l'année et détenue par l'Institut national de radio et de télévision du Pérou. L'arrivée de la nouvelle chaîne commerciale signifie aussi l'introduction de productions de studios étrangers, tels que Hanna-Barbera, MGM et Screen Gems. 
En 1959, América Televisión produit le premier programme de fiction péruvien, Bar Cristal. L'année suivante, la chaîne installe ses premiers retransmetteurs et, en 1961, elle acquiert l'antenne TV El Sol Canal 9, alors en faillite. En 1965, elle est renommée Canal 4, et deux ans après elle devient C4 Televisión. La chaîne retrouve son nom actuel en 1977.
América Televisión passe à la couleur en 1978, alors qu'elle célèbre son 20e anniversaire. Par la suite, la chaîne assure la diffusion de ses programmes dans l'ensemble du pays avec le système de diffusion par Telered. La compagnie connaît une crise économique au début des années 1990, et en 1992 la société mexicaine Televisa rachète le 42% d'América Televisión.
En 2001, une nouvelle crise éclate à l'intérieur de la chaîne. Gravement endettée, la société est rachetée par les quotidiens La República et El Comercio en 2003. L'alliance entre les deux entreprises donne naissance au groupe Plural TV qui détient dès lors la chaîne.
La chaîne est membre de l'Organisation des Télécommunications Ibéro-Américaines (OTI).

### Ligne éditoriale
La chaîne s'engage en faveur de la candidate de droite Keiko Fujimori face à son adversaire de gauche Pedro Castillo dans l'entre-deux-tours de l'élection présidentielle de 2021. Des journalistes opposés à cet engagement sont licenciés.